# Blue Virgin Isles
Blue Virgin Isles är det femte musikalbumet av Ted Gärdestad, utgivet 1978. Albumet är det första från Ted som riktade sig internationellt. Albumet släpptes, förutom i Sverige, även i Storbritannien, Västtyskland, Nederländerna, Portugal, Spanien, Australien, samt Japan.

## Låtlista
1. 505 to Casablanca
2. Blue Virgin Isles
3. Love, You're Makin' all the Fools
4. Baby Blue Eyes
5. Wanna Live – got to Give
6. Take Me Back to Hollywood
7. Back in the Business
8. Puddle of Pain
9. Love Lies Free
10. Just for the Money

## Listplaceringar
| Lista (1978) | Topplacering |
| ------------ | ------------ |
| Sverige      | 29           |